# حكومة الباهي الأدغم

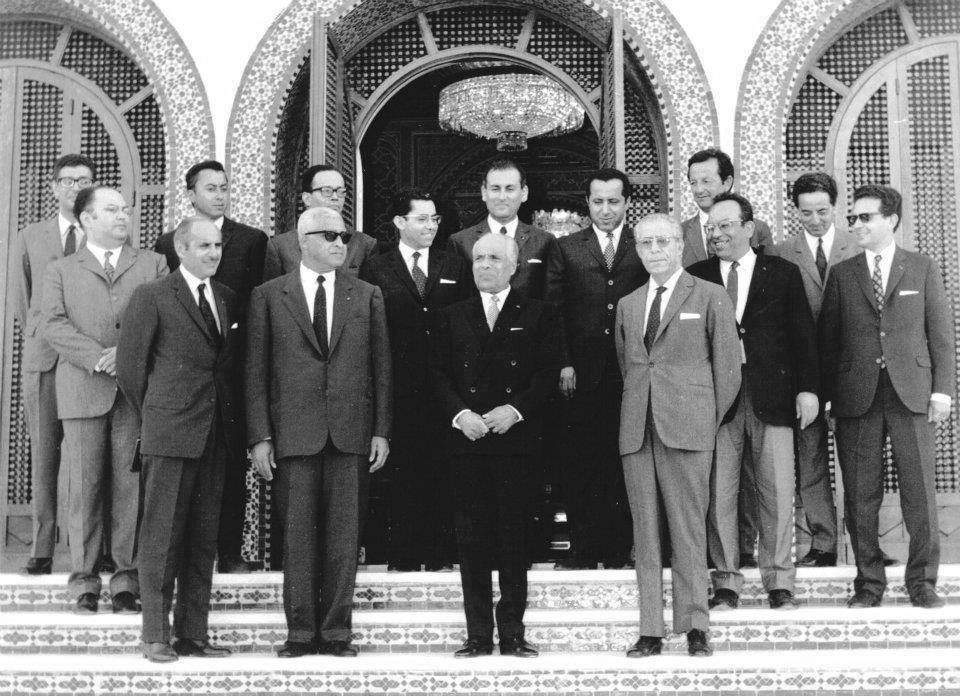
الصورة الرسمية للحكومة مع الرئيس الحبيب بورقيبة في 12 يونيو 1970.

حكومة الباهي الأدغم هي حكومة تونسية ترأسها الباهي الأدغم. هي أول حكومة تكونت بعد استرجاع منصب الوزير الأول الذي ألغي بعد إعلان الجمهورية في 25 يوليو 1957. تكونت الحكومة في 7 نوفمبر 1969 وانتهت مهامها في 2 نوفمبر 1970 وخلفتها حكومة الهادي نويرة.

## التركيبة الأولى للحكومة
تكونت الحكومة في 7 نوفمبر 1969 برئاسة الباهي الأدغم.

### الوزراء
| الصورة | الحقيبة الوزارية             | الاسم                | الحزب | الحزب                    |
| ------ | ---------------------------- | -------------------- | ----- | ------------------------ |
|        | الوزير الأول                 | الباهي الأدغم        |       | الحزب الاشتراكي الدستوري |
|        | وزير دولة لدى رئيس الجمهورية | الطيب سليم           |       | الحزب الاشتراكي الدستوري |
|        | وزير دولة لدى الوزير الأول   | محمود المسعدي        |       | الحزب الاشتراكي الدستوري |
|        | وزير الدفاع                  | الباجي قائد السبسي   |       | الحزب الاشتراكي الدستوري |
|        | وزير العدل                   | محمد السنوسي         |       | الحزب الاشتراكي الدستوري |
|        | وزير الشؤون الخارجية         | الحبيب بورقيبة الابن |       | الحزب الاشتراكي الدستوري |
|        | وزير الداخلية                | الهادي خفشة          |       | الحزب الاشتراكي الدستوري |
|        | وزير المالية                 | عبد الرزاق الرصاع    |       | الحزب الاشتراكي الدستوري |
|        | وزير الفلاحة                 | عبد الله فرحات       |       | الحزب الاشتراكي الدستوري |
|        | وزير الشؤون الاقتصادية       | حسان بلخوجة          |       | الحزب الاشتراكي الدستوري |
|        | وزير التربية الوطنية         | أحمد نور الدين       |       | الحزب الاشتراكي الدستوري |
|        | وزير الشؤون الثقافية         | الشاذلي القليبي      |       | الحزب الاشتراكي الدستوري |
|        | وزير الشباب والرياضة         | محمد مزالي           |       | الحزب الاشتراكي الدستوري |
|        | وزير الصحة العمومية          | إدريس قيقة           |       | الحزب الاشتراكي الدستوري |
|        | وزير السياحة والتخطيط        | المنذر بن عمار       |       | الحزب الاشتراكي الدستوري |
|        | وزير الأشغال العامة          | التيجاني الشلي       |       | الحزب الاشتراكي الدستوري |
|        | وزير البريد والبرق والهاتف   | منصور معلى           |       | الحزب الاشتراكي الدستوري |

### كتاب الدولة
| الصورة | الحقيبة الوزارية                     | معتمد لدى      | الاسم           | الحزب | الحزب                    |
| ------ | ------------------------------------ | -------------- | --------------- | ----- | ------------------------ |
|        | كاتب دولة للتخطيط                    | الوزارة الأولى | الشاذلي العياري |       | الحزب الاشتراكي الدستوري |
|        | كاتب دولة للإعلام                    | الوزارة الأولى | محمد الصياح     |       | الحزب الاشتراكي الدستوري |
|        | كاتب دولة للشؤون الاجتماعية والإسكان | الوزارة الأولى | الصادق بن جمعة  |       | الحزب الاشتراكي الدستوري |
|        | كاتب دولة                            | الوزارة الأولى | الأسعد بن عصمان |       | الحزب الاشتراكي الدستوري |

## التحويرات الوزارية

### التحوير الوزاري ل27 نوفمبر 1969
في 27 نوفمبر 1969، محافظ البنك المركزي التونسي، الهادي نويرة، عين في الحكومة بمرسوم يسمح له بالحصول على رتبة وصلاحيات وزير دولة.

### التحوير الوزاري ل27 ديسمبر 1969
في 27 ديسمبر 1969، تم دمج وزارة التعليم ووزارة الشباب في وزارة التعليم والشباب والرياضة وأعطيت للوزير محمد المزالي. هذه التسمية جائت بعد استقالة الوزير أحمد بن صالح.

### التحوير الوزاري ل12 يونيو 1970
| الصورة | الحقيبة الوزارية                                   | الاسم                | الحزب | الحزب                    |
| ------ | -------------------------------------------------- | -------------------- | ----- | ------------------------ |
|        | وزير دولة مكلف بالاقتصاد الوطني                    | الهادي نويرة         |       | الحزب الاشتراكي الدستوري |
|        | وزير العدل                                         | الحبيب بورقيبة الابن |       | الحزب الاشتراكي الدستوري |
|        | وزير الشؤون الخارجية                               | محمد المصمودي        |       | الحزب الاشتراكي الدستوري |
|        | وزير الداخلية                                      | أحمد المستيري        |       | الحزب الاشتراكي الدستوري |
|        | وزير الدفاع الوطني                                 | حسيب بن عمار         |       | الحزب الاشتراكي الدستوري |
|        | وزير المالية                                       | عبد الرزاق الرصاع    |       | الحزب الاشتراكي الدستوري |
|        | وزير الفلاحة                                       | عبد الله فرحات       |       | الحزب الاشتراكي الدستوري |
|        | وزير التربية الوطنية ووزير الشباب والرياضة         | الشاذلي العياري      |       | الحزب الاشتراكي الدستوري |
|        | وزير الشؤون الثقافية والإعلام                      | الحبيب بولعراس       |       | الحزب الاشتراكي الدستوري |
|        | وزير الصحة                                         | إدريس قيقة           |       | الحزب الاشتراكي الدستوري |
|        | وزير السياحة والتخطيط                              | المنذر بن عمار       |       | الحزب الاشتراكي الدستوري |
|        | وزير االأشغال العامة والاتصالات                    | التيجاني الشلي       |       | الحزب الاشتراكي الدستوري |
|        | وزير مندوب لدى الوزير الأول مكلف بالتخطيط          | منصور معلى           |       | الحزب الاشتراكي الدستوري |
|        | كاتب دولة لدى الوزير الأول مكلف بالشؤون الاجتماعية | الصادق بن جمعة       |       | الحزب الاشتراكي الدستوري |
|        | كاتب دولة لدى وزير الفلاحة                         | الأسعد بن عصمان      |       | الحزب الاشتراكي الدستوري |

### التحوير الوزاري ل17 يونيو 1970
| الصورة | الحقيبة الوزارية                                                               | الاسم             | الحزب | الحزب                    |
| ------ | ------------------------------------------------------------------------------ | ----------------- | ----- | ------------------------ |
|        | كاتب دولة لدى وزير الدولة مكلف بالاقتصاد الوطني                                | بكار التوزاني     |       | الحزب الاشتراكي الدستوري |
|        | كاتب دولة لدى وزير الفلاحة مكلف بالتعليم والبحث والتكوين المهني                | الطاهر بلخوجة     |       | الحزب الاشتراكي الدستوري |
|        | كاتب دولة لدى وزير التربية الوطنية مكلف والشباب والرياضة مكلف بالشباب والرياضة | عبد العزيز بالطيف |       | الحزب الاشتراكي الدستوري |
|        | كاتب دولة لدى وزير الأشغال العامة والاتصالات مكلف بالبريد والبرق والهاتف       | الحبيب بن الشيخ   |       | الحزب الاشتراكي الدستوري |